# G-SAVIOURの登場兵器
G-SAVIOURの登場兵器（ジーセイバーのとうじょうへいき）では、特撮映画及びゲーム『G-SAVIOUR』に登場する架空の兵器について説明する。

## 機体仕様・デザイン
『G-SAVIOUR』の制作に携わったサンライズの井上幸一は、雑誌記事「G-SAVIOUR通信」において同作の時代においては民間においても作業用のMSが普及しているため、ロケットほどの特殊性はなく自動車ほど身近ではない、重機ほどの扱いがなされた存在。専門のメーカーにてパーツ取り寄せが可能な世界観と説明している。同時に、軍用MSは戦闘機の扱いに近似するという。また、井上はサスペンションなどで全高が調節できる設定であるため、頭頂高に確定しない数値を設定したと語っている。
また、井上は別のインタビューにおいて、デザインは1995年頃から開始され、主役機Gセイバーのフレームのコンセプトは鈴木雅久が提出。球体関節を用いるアイデアは大河原邦男によるもので、手描きでないCG作品であることからディティール面は制約なく行われたという。また、換装機構によってブグのような汎用機を特化性能で上回るコンセプトが付加されたともしている。コクピットには脱出用のポッドもデザインされているが、これは本編未使用となった。

## イルミナーティ

### Gセイバー
G-SAVIOUR
ジョン・セイバー率いるセイバーチームにより開発されたGセイバーは、オリジンに様々な外部ユニットを換装することで、あらゆる環境下に対応できる高性能機である。これはセイバーチームが連邦出身であり、ブグ開発で培われた技術が反映されているからに他ならない。
プロモーショントレーラー版では対マルショシアス用に用意された最新鋭MSという設定である。
この機体の特徴は、「オリジン」と呼ばれる素体に駆動機構を含む外郭装甲を装備させることで、各種環境に適応させることが可能なことだろう。その特徴から「REPORT OF G SAVIOUR ～サイド8独立に関するレポート～」ではマルチプル・モビルスーツとも紹介されていた。宇宙世紀0223年の時点で「宇宙戦用」と「陸戦用」、「陸戦用」にホバーエンジンを装備したものなど3種類が確認されている。
機体を他の仕様へと換装する際は専用のバレル状ハンガーの中で全自動で行われる。このシステムも機体同様高価に過ぎ、規格化は難しい。
その戦闘力と加速度はずば抜けており、議会軍の主力MSブグを(運用面においてはともかく)遥かに凌いでいるという恐るべきMSと評価すべき機体なのである。
本機は軍事組織への制式化を目的としていなため、高性能である反面、非常に調整が難しいMSに仕上がっている。
Gセイバーは高性能機ではあるが、それは軍での運用には適さないという条件のもとで手に入れることができた力である。Gセイバーは、「軍用機に求められるのは突出した能力ではなく安定した総合性能だ」という思想の対極に位置するMSなのである。部品の交換により宇宙戦と陸戦の両方に特化できる能力は一見魅力的であるが、その能力を維持し発揮させるにはブグなどからは考えられないような非常に複雑なサービス姿勢や技術が必要となる。これを踏まえれば、Gセイバーはある意味ではMW計画に通じるものがあるといえる。しかしそれ故に可能なこともある。Gセイバーは軍用機としては不合格だが、そのプロトタイプ的高性能は新しい技術を生み出す雛形=新技術のテストベッドとしては申し分のないものだといえる。
尚、装甲形状はRGM-196 フリーダムの外装を改変したものを採用。内部部品の82%は同時代の現用MSのものを流用している。

#### 武装
ビームライフル
主武装となるパルス状ビームを連続発射可能なライフル。宇宙空間と重力下の両局面での使用を考慮して、Gセイバーの身長に合わせてバレルが短めに造られている。
新規開発されたものではなく、議会軍系MSの武装をGセイバー用に再設計したものである。
ビームサーベル
格闘武器であるビームサーベルは、右側に1本装備される。接続基部もサーベルを抜きやすいようにスライドする場合もある。
ビームシールド
腕部にはビームシールド発生機が装備されている。仕様により両腕に装備することも可能。
ジェネレーターの余剰出力を利用した装備、ビームシールド。各モードによる差異はない。

#### Gセイバーオリジン仕様
G-SAVIOUR ORIGIN MODE
オリジンはGセイバーの素体というべきベース仕様である。オリジンに外郭装甲や補助駆動ユニットなど様々な換装パーツを装備することで、Gセイバーはあらゆる環境に対応するMSとなる。ベース状態のまま出撃することはなく、オリジンになるのは換装チューブ内だけである。

#### Gセイバー無重力モード
Gセイバー無重力仕様、Gセイバー・スペース（宇宙戦仕様）とも呼ばれる。
Gセイバー・オリジンに宇宙戦仕様の外郭装甲を装備したモード。高出力スラスターを装備し、さらに重量軽減処置が各部に施されているため宇宙空間において高い運動性と機動性を実現している。
スペースモードは無重力での活動に特化した仕様である。背部と腰部の高出力スラスターと6枚のフォールディングフィンによって高速性能と微妙なコントロールを実現した。
Gセイバー・スペース(宇宙戦仕様)は大出力ロケットを用いた、高加速MSである。腕部、脚部に装甲が施されていないがこれは重量軽減のためである。機体各部の推進機により高い運動性を誇る。

##### 機体各部
頭部
頭頂部はメインカメラが収められている。額の張り出しは、様々な機能を有する複合センサー機器を内蔵しており、角状のアンテナを支える基部でもある。頭部左右に機関砲を持つが、これは仕様次第で1丁に変更されることもある。
胴体部
肩部と腰部前面には宇宙空間においての姿勢制御用補助推進器（バーニア）が装備されている。胸部は重力下仕様と同じ形態である。高機動を優先するために追加装甲は施されていない。腰部アーマーは高加速のため、極限まで装甲を排除し重量を軽減している。
肩部
巨大な肩部装甲の内部は、横軸方向へ動くためのスラスターノズルが3基搭載されている。これは主に姿勢制御に用いるものである。推進剤タンクも装甲内部に収められている。
肩部は、オリジンの肩部にスラスターユニットを装着し更に装甲を被せる設計。パイプはスラスター用のエネルギー伝達チューブである。
腰部
前部のユニットは姿勢制御用推進機であり、装甲板としての機能は持たされていない。腰の側面ユニットも姿勢制御用推進器であるが、推進剤のメインタンクを兼ね備えている。
腰部前装甲も姿勢制御用スラスターで、装甲としての役割は極めて弱い。
バックパック / スラスター
背部と腰部の両脇には、高出力スラスターを装備。バックパックによって取り付けられたフォールディングフィンによって、推進方向を自在に変化させることで運動性を高めている。6枚のフィンはノズルで微妙な出力バランスをコントロールすることが可能である。
背部に主推進機を有す。水平版は推進剤の噴射を任意の方向へ指向させ、機体の運動性を高めるベクターノズル（可変式指向性噴射口）である。両脇の垂直版も同様の機能を持つ。
脚部
無重力モードにおいて、脚部はバランサーとランディングギアの役割しか果たさないため、最低限の装甲を取り付けただけで、徹底した軽量化が行われている。
コックピット / コックピットハッチ
コックピット部分は、自力で飛行が可能な脱出ユニットになっている。脱出時にはコックピットブロックが背部から排出され、飛行形態に変形する。
胸部中央のブロックがコックピットハッチ。コックピットは思いの外、機体の奥に収納されており、堅牢な装甲板で覆われている。胸部にはコンピュータなど重要な機器が数多く内蔵されているという。

##### 劇中での活躍
ドラマ版では、マーク・カランが搭乗。宇宙空間で小型MS母艦「ニンバス」と共に運用され、初出撃時にはニンバスの行く手を遮る巨大なセツルメントの破片をビームサーベルで両断、高いパワーを見せつけた。MS戦ではセツルメント議会軍のブグを凌駕する高い機動性を活かした戦いを見せ、混戦の中においても敵パイロットを一人も殺さずに戦うという離れ業を見せてくれた。
ゲーム版『G-SAVIOUR』では、リード・フォックスが搭乗する。
CHAPTER 1より自機として使用することになる。換装システムのトラブルにより、この状態で地上戦を行うことになる。地上での運用自体には飛行を行うシーンもあるなど特に問題は見られないが既に性能面では旧式化が窺え、ホバー持続時間が短いなど、選択可能な自機の中では最弱である。
2013年のテレビアニメ『ガンダムビルドファイターズ』第8話には本機のガンプラが登場し、百式のガンプラとの戦闘で撃破されている。

#### Gセイバー重力下仕様
Gセイバーが地上やコロニー内部などの重力下に対応出来るようにオリジンに重力下用の装備を施した機体である。白兵戦用のテラインモードとテラインモードに外装にホバー推進器を増設することで重力下での飛行を可能にしたホバーモードの2仕様が存在する。
重力下においてスムーズな動きを実現するための補助ユニットを搭載した外装を装着したモード。MS同士の格闘戦も想定しているため、スペースモードに比べて重装甲になっている。オリジンに重力下用の装備を施した機体がテラインモードである。地球の激しい重力に耐えうるように、また、機動性の低下によって格闘戦が増えることも想定され、脚部を中心に装甲の強化が行われている。さらに重力下での機動力を高めるために、脚部には補助歩行ユニットが、各関節には補助駆動ユニットが装備されている。

##### 機体各部
胴体部
肩部と腰部前面には宇宙空間においての姿勢制御用補助推進器（バーニア）が装備されている。胸部は重力下仕様と同じ形態である。高機動を優先するために追加装甲は施されていない。肩部ディティールは、オリジンの肩部にスラスターユニットを装着し更に装甲を被せる設計。パイプはスラスター用のエネルギー伝達チューブである。
バックパック
背部と腰部の両脇には、高出力スラスターを装備。バックパックによって取り付けられたフォールディングフィンによって、推進方向を自在に変化させることで運動性を高めている。6枚のフィンはノズルで微妙な出力バランスをコントロールすることが可能である。
脚部
無重力モードにおいて、脚部はバランサーとランディングギアの役割しか果たさないため、最低限の装甲を取り付けただけで、徹底した軽量化が行われている。

##### 劇中での活躍
プローモショーントレーラー版では、セツルメント・ニューマンハッタンを襲うブグを迎撃する為始めからテラインモードに換装して出撃。セツルメント内で一般市民に銃口を向けたブグをビームサーベルで横薙ぎに両断している。
ドラマ版では、マーク・カランが搭乗してセツルメント・ガイア内部での戦いで登場。セツルメント内部に入るなり、ブグ二機に対して突進から斬りかかり、相手の攻撃を軽くかわしながらビームサーベルで反撃する。そしてブグのコックピットを狙わないように胴体を真っ二つに切り裂いた。これは元議会軍のマークがブグの構造を知っているからこそできる芸当である。結果、ブグを2機行動不能にしている。
ゲーム版『G-SAVIOUR』では、CHAPTER 1からGセイバーが換装システムのトラブルにより換装できないのでストーリー上では登場しない。DIFFICULTY LEVEL（難易度）をHARDにしGセイバーのみでクリアすると2周目から隠し機体としてGセイバー重力下モードの名前で使用可能となる。

#### Gセイバー重力下仕様 ホバー装備型
G-SAVIOUR TERRAIN MODE with HOVER
テラインモードにホバー推進器を装着した飛行タイプ。腰部両脇に装着したプロペラントによって、重力下おける長時間の飛行が可能になっている。重力下で低下した機動力を補うためのホバーオプションを装備したモード。腰部に巨大なプロペラントタンクを装備し、背面の大型ホバーユニットを使用することで長時間の飛行が可能。さらにホバーノズルはフレキシブルに可動、空中での自由な行動を実現。緊急時にはアタッチメントを強制排除して陸上戦闘にも対応できる。
スペースモードほどの機動力はないものの、長時間の飛行が可能なホバーモード。V-TOL機のような空中停止も可能である。大出力ホバーのメインノズルは、フレキシブルに可動。上昇、下降だけでなく横方向への水平移動なども行うことができる。

##### 機体各部
胴体部
テラインの腰部装甲は接続部分と走行部分が別構造になっている。装甲の堅固さは、他のモードと比べ物にならないほど強力である。ホバー装備型の腰部装甲はテラインとは異なり、ダクトを持っているため、ホバーユニットの補助システム的な役割を果たすと思われる。
ホバーユニット / バックパック
腰部の巨大なプロペラントタンクは、2基のアタッチメントで接続される。被弾時には強制排除も可能である。
バックパックのはバースラスター部は、被弾を防ぎつつ可動を妨げないように多重装甲が装備される。
脚部
テラインの足裏部は、補助装甲ユニットが脚部に装備されているため、他のモードの足裏よりも1サイズ大きな形状となっている。

##### 劇中での活躍
プロモーショントレーラー版に登場。宇宙犯罪組織「マルショシアス」がサイド4を強襲、セツルメント内部にブグを送り込んだ。Gセイバーはホバーユニットを装備して、セツルメントに造られた摩天楼の地上と空中で戦闘を繰り広げた。

### G2セイバー
ゲーム版『G-SAVIOUR』発売前にG3セイバーの存在と共に設定されたモビルスーツ。「ジーセカンドセイバー」と呼ばれる。
本機は、Gセイバーの四肢に採用された「シングル・ジョイント・フレーム」を「ダブル・ジョイント・フレーム（機体の反応速度の向上を意図した二重関節を採用したフレーム構造）」方式に変更した機体である。シングル・ジョイント・フレームに比べ、剛性は低いものの柔軟性と即応性が向上したものとなっているため、膝から足首にかけて極端に大型化している。これにより高速侵攻してくる敵に対する迎撃能力が16%、回避能力が12%程向上すると報告されている。並行開発された高速地上移動システムとの連動により実現されたものであると伝えられており、それこそが正式なG2セイバーであるいう説がある。

### G3セイバー
ゲーム版『G-SAVIOUR』に登場するモビルスーツ。「ジーサードセイバー」と呼ばれる。
戦闘により大破したリード・フォックスのGセイバーをベースに、セイバーチームが現時点での最新技術を投入し改修した機体。G2セイバーとほぼ同等のパーツが使用され、胴体のメインコアユニットと頭部パーツユニットに新規に開発されたものになっており、その性能は格段に向上した。また、Jセイバーで使用された技術も使われているため、機体シルエットが似ている。
武装では、ビームサーベルは腕部と一体化した大型化ユニットのビームシールド発生装置から発生させる。そのためビームサーベル使用時にはビームシールドを使用することは出来ない。CHAPTER3より選択可能。
Gセイバーの換装システムもそのまま残っており、ゲーム中では以下の換装モードが用意されている他、設定画の段階ではスペースモードと思われる形態も描かれている。

#### G3セイバー重攻撃モード
G3の運用限界まで火器および装甲を搭載したタイプ。機動性は落ちているが、攻撃力と防御力は向上した。
両肩に機体の全長を凌ぐ長さの大型キャノンを装備している。このキャノンは実弾を使用しており、U.C.0221年に国家議会軍が採用した自走砲と同じ弾薬である。
CHAPTER4より選択可能。

#### G3セイバー強行戦闘モード
あらゆる地形での機動性を重視したタイプ。
脚部のホバーユニットを取り外し、ソール部にローラーを装備している。
ローラーには自走動力を持っていないが、機体のスラスターで高速機動を行う。装備はビームライフル（ゲーム中では未使用）の他、ハンドビームガン、大型のバスターキャノン、ガトリングガン、そしてミサイルポッド。
CHAPTER5より選択可能。

### イリュージョン（Iセイバー）
セイバーチームによって制作された、セイバーシリーズの9番目の機体。セイバーチームの別の班によってGセイバーと同時期に開発が進められていた。
パーツ換装によって汎用性を高めたGセイバーと違い、徹底した軽量化によって宇宙空間での機動性と運動性を高めた無重力戦闘専用機である。
無重力状態での使用を前提として制作された機体であるため、宇宙空間においてはGセイバースペースモードを凌駕する機動性を持つ。

#### 機体各部
胴体部 / 腕部
ボディは2段構造になっているため、腹部から上下の分割が可能である。上半身のみでも単独で行動が可能。
腕部はGセイバースペースモード同様、軽量化のため最低限の装甲しか装備していない。
バックパック / 腰部
バックパックと腰部の後方には、8枚のフォールディングフィンが装着されており、Gセイバースペースモードよりも高い機動性を実現している。
上半身と下半身は3本のシリンダーでのみ繋がれており、徹底した軽量化が行われているのが分かる。
脚部
脚部は、ランディングギアとしての役割しかないため、徹底的な軽量化が施されているため、装甲はほとんどない。そのため、被弾しても機体に影響がないように設計されている。

#### 武装
ビームライフル
Gセイバーの装備するビームライフルと同等の性能を持つ。Gセイバーのライフルに比べバレルが長いが、攻撃力、射撃性能に関しては大差ない。性能的にはGセイバーのものと変わらないが、射撃精度が高くなっている。
ビームサーベル
腰部にビームーベル2本が標準装備されている。

##### 劇中での活躍
プロモーショントレーラー版では、Gセイバースペースモードと共に、セツルメントを襲うブグの迎撃に向かった。
ドラマ版に登場。主なパイロットは、フィリッペ・サン・シモン。
ガイア軍が撤退する中、議会軍を相手に孤軍奮闘するマークのGセイバーを援護するため、サイド4から多数のイリュージョンが援軍として到着した。

### Jセイバー
ゲーム版『G-SAVIOUR』に登場するイルミナーティの精鋭部隊ライトニング部隊の主力MS。

セイバーシリーズ10番目のMSで、複数存在しているため量産機であると思われる。ゴーグル型の頭部形状をしている他に、腰部に専用の高機動ユニットを装備する事で通常より長時間の大気圏内飛行が可能。基本性能もGセイバーを上回る。
オープニングムービーでは宇宙で戦闘を行う場面が描かれており、宇宙・地上両方に対応していると思われるが、G3セイバーと同様に設定画の段階ではスペースモードと思われる形態も描かれている。
ゲーム中では特定の条件を経た次周より選択可能な隠し機体となっており、使用できる機体はフライトユニットが未装備の物となる。

### Fセイバー
ドラマCDや小説版『G-SAVIOUR』で言及されているMS。名称からセイバーシリーズ6番目の機体と思われる。
旧式のMSであるフリーダムをベースとした高性能カスタム機とされ、ドラマCDでは見た目と形式はフリーダムに似ているが、20年前の機体とは思えないほどの敏捷性と至近距離の射撃にも耐える高い装甲を持つ機体として描かれ、それを見た者達から絶賛されている。

### ニンバス
イルミナーティーがGセイバーの運用を目的として開発したモビルスーツ母艦。MSを3機搭載することが可能で、機体内部にはGセイバーの換装用チューブが設けてあり、戦闘地点の状況に合わせて迅速にGセイバーの換装が可能になっている。
機体上部右側にはカタパルトが収納される。左側は、前方が艦橋、後方がGセイバー換装用チューブになっている。
MS回収は、後部コンテナで行われる。コンテナの内部には、回収用のアームとMS用メンテナンスベッドなどが取り付けられている。設定画によれば、
コンテナが一時スライドしてOPENすると表示燈のついた回収用ケーブルがのびてきて、G.S.（Gセイバー）のフックにLOCKした後ウインチで巻取り回収される。
MS射出時には、カタパルトが射出用形態に変わる。機体下部にある3つのコンテナにはGセイバー換装用パーツやMSの予備武装、パーツなどの物資が積み込まれている。

### ライトニング
ゲーム版『G-SAVIOUR』に登場するライトニング部隊の母艦となる強襲揚陸艦。四角錐を半分に割ったような双胴船で、ほぼ上下対称の船体を持つが、宇宙・地上両方での運用が可能である。
ゲーム中ではプロジェクト・レイブンの打倒を任務として地球へ降下し、各地を転戦することになる。

## セツルメント国家議会軍

### ブグ
セツルメント国家議会軍の主力モビルスーツ。旧連邦軍時代にセイバーチームによって開発されたと言われる。宇宙世紀221年に議会軍の主力MSとなったブグは、複雑な作業を要せずにあらゆる戦局に対応する能力を持った理想的な機体である。
旧連邦軍後期にフリーダムに代わって軍の主力となったブグは、状況に応じて機体のオプションを変更させることで汎用性を高める事に成功しており、整備性、運用安定性、生産性も高いことから軍内部でも評判が高い。
安定性やメンテンナンス性、戦闘状況に合わせて運用可能な汎用性の高さから、ある意味223年代を代表する優秀なMSである。
プロモーショントレーラー版では、犯罪組織マルショシアスが開発したという設定である。
旧地球連邦時代末期、軍の異常体質は兵器開発から健全さを奪っていた。これらの閉塞的状況をかいくぐり「当たり前の兵器」を製作するために編成されたスペシャル・チーム「セイバーチーム」の手によってブグは開発された。
安定性やメンテナンス性、戦闘状況にあわせて運用可能な汎用性の高い、ある意味、223年代を代表する優秀なMSである。
ブグは非常に優れた設計の機体であり、総合性能や取り回しの良さでは他者の追随を許さないとされる。だが本機に用いられている技術に、特別なものはない。セイバーチームは冒険を行うことなく、現行の技術を絶妙なデザインで組み合わせることによって高いポテンシャルを得ようと考えたのである。実績のある部品を多用することで整備や兵站の負担を軽減し、主武装も破壊力は大きいが消耗の激しいビームライフルのみではなく実体弾式機関砲も採用した。こうした発想から現場レベルに大きく歓迎され、ブグは将兵の相棒になったのだった。
本機の基本的な状態は陸戦モードというべき装備状態にあり、地球上やセツルメント内部などの重力下環境下では基本的にこの状態で運用されている。ブグは推進器を追加装備することで、状況に適応し活動することが可能である。

#### スペースモード
Space Mode
無重力空間での機動性の向上をはかるべく、ブースターパックを装着した状態。遠距離進攻用のL型、空間戦闘用のS型の2バージョンが存在する。

##### 機体各部
頭部
ブグの頭頂部の角はアンテナとなっている。カメラは単眼に見えるが、距離測定などの機能を有する高性能型である。
MSの元祖ともいえるモノアイシステムのセンサーが特徴的である。
コックピットハッチ
コックピットがある胸部周辺は、厚い装甲で覆われている。また、内部には脱出用カプセルが内蔵されている。
ブグのコックピットのレイアウトは非常に機能的で、他のMSに大きな影響を与えた。
ドラマ版では、緊急時に背部のランドセルをパージし、コクピットブロックを射出させている。
バックパック
宇宙空間では、大型のバックパックを装備して機動性の低さを補う。地球上やセツルメント内などの重力下では、追加のバックパックなどを取り外して運用する。
脚部 / 腰部
重力下と宇宙空間の両局面での運用を目的としているため、腰部や脚部も装甲で覆われている。特に腰部は、追加装備用のマウントが多数設けられている。
腰部分のフロントアーマーには外装式推進器を装備するためのジョイントが設置されている。

##### 武装
ライフル
実弾を発射するブグの主兵装備。ライフルのような形状だが、連射が可能な機関砲的な用途で扱われる。機体のエネルギーの消耗を抑えることができるのが特徴。トレーラー版ではビームライフルとして描かれていたデザインをそのまま使用している。
ビームサーベル
劇中には未登場、埋め込み式で腰部にマウントされている。主流であった棒型のビームサーベルとは形状が異なり、ビーム形状は広刃のような形になる。アームガイドが付いているのも特徴。
シールド / ジャイアントハチェット
ブグはエネルギー使用量の多いビームシールドではなく、装甲型の専用シールドを装備している。シールドの裏側には、近接専用の打突兵器であるジャイアントハチェットがマウントされている。
ブグの盾は複合装甲板タイプである。

#### 劇中の活躍
プロモーショントレーラー版では、犯罪組織マルショシアスが使用するMSとして登場し、セツルメント内の市街地を襲撃した。
ドラマ版では、ティム・ハロウェイ大尉が搭乗して、地球に降下したガイアのシンシア・グレーブス助教授達を追撃中に誤って大気圏へ突入し深海農業施設近くに落下する。ブグが宇宙用の装備であった為、海底の水圧に耐えられずハロウェイの命も時間の問題であった。しかし、マーク・カランの乗っていたモビルスーツ・グッピーが卓越した操縦でブグから射出されたコックピットブロックをキャッチ、緊急回収されハロウェイは一命を取り留めた。
終盤では、ガイア内部にブグが二機送り込まれたが、テラインモードに換装したGセイバーのビームサーベル攻撃で行動不能にされた。マークはブグの構造を知っていたためコックピットを狙わないようにして撃破している。

#### ブグ2
ブグを陸戦用に機能限定した型で、セツルメント国家議会軍の陸軍が採用している。
ゲーム版『G-SAVIOUR』に登場する。
ブグの地上専用型。肩部は装甲が強化され、腰部には高機動ユニットを装備している。機体色は初期生産型は青で、後期生産型は黄茶色である。
セツルメント国家議会軍の次期主力MSとして開発された本機は、信頼性と生産性を最重要視しており、装備もビームサーベルとビームライフルといった標準的なものである。技術的に特筆すべき点はないが、性能はGセイバーより高く、かつ大量に量産された。
議会軍の強硬派でプロジェクト・レイブンの提唱者バイス・バッシング准将率いる精鋭部隊「グレムリーシープ」を中心に配備される。
リチャード・ライト専用ブグ2
「グレムリーシープ」の副隊長リチャード・ライト少佐専用機。機体色はブルーグレー。長時間のホバリングによる飛行が可能など通常機よりも性能は高い。ゲームではCHAPTER7のボスとして登場。

### MSレイ
MWレイを指揮官用として有人仕様に改良した機体がMSレイである。両機は有人、無人の違い以外は同一の武装と性能を有している。
MSレイとMWレイは外観的なデザインに差はない。デザインは本編製作時にアメリカのスタッフによって書き起こされたものがもとになっている。

#### フル装備
MWレイ、MSレイは基本武装として肩部のロケットランチャー、背部のグレネードランチャーとビームサーベルを装備している。追加武装としてビームランサー、ビームシールドなどの装備が施された状態がフル装備である。

#### レイ ブースター付
MS-RAI with Booster
長距離移動時には、レイは長距離航続用のブースターを脚部に装着する。ブースター内部にはプロペラントが内蔵されているため、移動中は機体の推進剤を使用せずに移動が可能になっている。戦闘地点到着後にすぐに行動が可能なように設計されており、ブースター切り離しの際には、ブースターは前後に分割することで機体から切り離される。

#### 機体各部
胴体部
MWレイから、人工知能を外したスペースにコックピットが取り付けられている。
バックパック
運動性を高めるために、バックパックにはバーニアが多数設置されている。また、プロペラントの搭載によって、長時間の戦闘運用が可能である。
脚部
上半身に機能部分が集中しているため、脚部はシンプルな形状をしている、長距離移動用ブースターパックを装着するためのマウントが設置されている。

#### 武装
ビームサーベル
肩部に装備されている。
マイクロロケットランチャー
肩部に装備されている。
グレネードランチャー
背部に標準装備されている。
ビームランサー
MWレイのために開発された専用の武装。先端部分のビーム集束機の切り替えによって、近接兵器と遠距離射撃の2用途で使用可能になっている。
ヤリ上の近接攻撃武器と遠距離射撃用のライフルとして兼用可能な追加武装。最新の接続方式を使っているため、レイにしか使用できない。
ビームシールド
旧連邦軍時代に実用化されていたビームシールドを装備。肩部との干渉を防ぐため、V字型に展開する仕組みになっている。

#### 劇中の活躍
ドラマ版に登場。パイロットは、ジャック・ヘイル中佐。
マーク・カラン達の引き渡しに応じないガイア軍との戦闘で、MWレイの部隊を率いて出撃する。機体性能はこちら側が優れているのと、議会軍軍人として敵軍の有志民間人パイロットより戦闘経験も豊富な為、出撃するなりあっという間に距離を詰め、ガイアのモビルスーツ・フリーダムのセンサー外から容赦ない攻撃をしかけ撃破していった。
マークがGセイバーで出撃してくると、セツルメントのミラー上で対峙しビームサーベル同士による格闘戦を始める。一進一退の攻防を続けるが、機体をわざとよろけさせミラーに倒れることで油断を誘いその状態からミサイルを発射、Gセイバーを転倒させる。Gセイバーのサーベルを持った右腕をミラーにめり込ませ動きを封じ優勢に立つが、Gセイバーが外装を外したビームサーベル攻撃を腹部に喰らい敗北した。

#### MWレイ
議会軍の無人兵器開発計画によって開発された機体。コックピット部分に人工知能が搭載されている。無人機として長時間の運用が前提となっているため、プロペラントタンクが標準装備されている。
デザインは、ケビン・イシオカ。

##### 劇中の活躍
ドラマ版に登場。ガイア隊残滅のためにMWレイは戦場へ大量に送り込まれた。絶対服従の兵士を目的として造られたこの機体は、民間人の集まりであるガイア隊に対し予想以上の戦果を挙げるが、イリュージョンの大部隊が到着した際にはこれが指揮官のジャック・ヘイル中佐やガーノー総督の想定外という事もあって多数が撃墜された。また、敵の識別信号に対して確実に攻撃するというプログラムが仇となって、開発計画責任者のガーノー総督が「ガイアの船で脱出すれば、イルミナーティの部隊に攻撃される恐れはない」との目論見でガイア所属の船で脱出する際にこれを「敵の船」と認識して攻撃してしまい撃沈、彼と同乗していた副官、そしてミミ・デビアを死に至らしめた。なお撃沈の直前、ガーノー総督の欲深さを知って彼に幻滅していたミミは副官からMWレイに敵と認識されて攻撃対象にされたと報告を受けて動揺する彼に「自分のMWに攻撃されるなんて、お似合いの最期ね」と嘲笑し、攻撃を受けて撃沈に至る瞬間にはうろたえる総督達とは対照的に覚悟を決めた表情をしていた。

### レイド
ゲーム版『G-SAVIOUR』に登場するセツルメント国家議会軍の量産型モビルスーツ。レイの発展型。MW計画に則して開発され、有人用にコクピットブロックが追加されている。機体色は緑で、白い雪原迷彩バージョンも存在する。

#### MWレイド
レイドの無人機。機体色は青と白。通常のレイドとは異なり、背部のランチャーから着弾と同時に広範囲に爆風が発生するミサイルを発射する。
オープニングムービーでは、胸部のビーム砲を照射しているシーンがあるが、ゲーム本編では未使用である。

### スピアヘッド
ゲーム版『G-SAVIOUR』に登場するセツルメント国家議会軍の量産型モビルスーツ。武装にレイドと同型のビームライフルと一体化したビームランサーを有するなど格闘戦闘に優れ、基本性能もブグやレイドに比べて高い。主なパイロットはクラウツ・バーロード。機体色は初期生産型は青で、後期生産型は緑色である。複数のオプション装備を持っており、ゲーム中ではバリエーションとしてB、Cの各タイプが存在する。
スピアヘッドBタイプ
スピアヘッドをベースに肩に大型シールドを装備し、大型ランチャーを装備した機体。CHAPTER5のボス。パイロットはウィン・カーチス。
スピアヘッドCタイプ
スピアヘッドをベースに腕に6門のビーム砲、肩に2門のキャノン砲を装備した機体。CHAPTER3のボス。パイロットはカイト・ゴールドマン。

### レイブン
ゲーム版『G-SAVIOUR』に登場するセツルメント国家議会軍の可変モビルスーツ。
議会軍の新型MSにして「プロジェクト・レイブン」の核となる黒い機体。既存のMSはおろかG3セイバーすら遥かに越えた高性能を誇る。武器はビーム砲とビームサーベル・ビームシールドの兼用兵装で、飛行形態に変型して機体前面にビームバリアーを張ることもできる。また、飛行形態の航続時間を延長するための専用ブースターも存在する。飛行時などは広げた翼から赤とピンクのビームの様な光が噴射される表現がされている。

#### 劇中の活躍
パイロットはグレムリーシープ隊隊長のライシスであるが、ゲームの主人公であるリード・フォックスの教え子であったレイス・パトリックに酷似した操縦を行い、たびたびリードのことを知っているかのような素振りをするなど不可解な点が多い。その後、劇中ではレイスは死亡済みであることが示唆され、それに加えてレイブンはコックピットが被弾してもなお「バグを消去」してさらに戦闘を継続したため、当機の搭乗者のライシスはレイスを元にしたMWのシステム上の人格であると思われるが、詳しい真相は不明である。なお、リードはその状況を見て「MWレイブン」と呼んでいた。

## 大西洋深海農業研究所（リグ）

### グッピー
民間作業用として開発された水中用MS。
民間組織の海底作業用MSとして議会軍に認可を受けた機体である。沈没船のサルベージや深海農場での作業などに使用され、腕部は作業内容に応じて交換が可能になっているが、戦闘用の装備は持っていない。あくまで深海での作業を目的としているため、地上では歩く程度の動きしか出来ないよう設計されている。
デザインは、ケビン・イシオカ。
本編中には登場していないが、グッピーは水中を巡航する際は腰部が背中側に折れるように可変が可能である。巡航時は潜水艦のような形になり、水圧抵抗を減らすようなデザインとなる。

#### 劇中の活躍
ドラマ版に登場。深海農業研究所に所属するマークが搭乗した。深海作業時に使用していた際、海に落下してきた議会軍のブグの脱出ポッドを深海でキャッチするという離れ業を披露した。

## ガイア軍

### フリーダム
旧連邦軍における後期の主力MSで、旧連邦軍時代を通して活躍したRGMの形式を継承している。デザインは大河原邦男。
30年もの間主力兵器として活躍してきた信頼度から、セイバーチームによって開発される「セイバーシリーズ」の6番目のFセイバーのベースとしても使用された。
この時代における旧式機のMS。宇宙世紀0223年の時点で、原型機初起動から既に30年以上が経ったMSであり、現用機との性能差はいかんともしがたい。まさに老犬「オールド・ドッグ」である。
しかしフリーダムには信頼性と整備性の高さが備わっている。これは新型機にはないものである。長年使い込まれ、多くのパイロットや用兵者の声を反映させた機体だからこそ得られるものである。さらにフリーダムの基本設計は柔軟性に優れており、推進器や電子機器こそ古臭いが、気の利いたメカニックが手を入れれば高性能化させることが可能である。実際、かのセイバーチームがフリーダムをベースとした高性能カスタム機、コードネーム「Fセイバー」の開発に成功している。
本来は軍用であったが、民間払い下げやコマーシャルモデルが製造されたため、急速に普及した。現在も民間では様々な目的に使用されている。
外観は、現用機のブグと違い、ブロックを積み重ねた用なフォルムをしている。背部のランドセルには近接専用兵器・ビーム・サーベルを装備している。主推進器は2基装備。
ガイアに配備されている機体は何年も整備されていない状態にあり、ジェネレーターの稼働出力も不安定となっていた。そのため、整備を施しても実戦に使えた機体は40機であり、その他10機は出力が安定しない事から予備機として扱われた。本来搭載されていた筈のビームシールドが実体型シールドになっている上に、白兵戦用の武装ビームサーベルが装備されていない機体や肩パーツの色が違う機体もある状態であった。なお、設定画では白と紺色を基調とした配色だが、本編では緑を基調に胴体を赤で塗られた機体が登場している。

#### 武装
マシンガン
ガイア軍が戦闘に配備したフリーダムは、実体弾を発射するマシンガンを装備していた。これは連射性の高い武器によってパイロットの練度の低さを補おうとしたのだと思われる。
ビームシールド
仕様上存在する装備であるが、フリーダムのものはエネルギーの消費が激しい事や、発生装置の調整が難しい事から、ジェネレーター出力が不安定なガイアに配備されている機体では使用されず、実体型シールドを装備し参戦した。
ビームサーベル
仕様上存在する装備であるが、ガイアに配備された機体はジェネレーター稼働面で不安定であったことや、格闘戦を行えるほどの操縦練度を有したパイロットがいなかった。
バルカン
仕様上存在する装備であるが、ガイアに配備された機体は導入時からコクピット側の発射ボタンが省略されている。

#### 劇中の活躍
ドラマ版に登場。主なパイロットはフランツ・ディーター。
ガイア軍が議会軍との戦闘で先手を取ろうと、40機近くのフリーダムを投じ数では勝っていた。しかし、フリーダムは全て民間機で、パイロットも戦闘練度が低い有志民間人ばかりであったため、ジャック・ヘイル中佐の完璧な指示通りに動き軍の最新技術で作られたMWレイの前に為す術無く撃墜されていき、戦局は圧倒的に不利な状況に追い込まれてしまった。ただしそれでも、マーク・カランが有志民間人パイロット達に対して元々の職業ごとにグループを組むよう指示したことで、必要最低限の部隊的な連携は維持されていた模様。